# Pressana
Pressana – miejscowość i gmina we Włoszech, w regionie Wenecja Euganejska, w prowincji Werona.
Według danych na rok 2004 gminę zamieszkiwały 2433 osoby, 143,1 os./km².